# Lowara
× Lowara, (abreviado Low) en el comercio, es un híbrido intergenérico entre los géneros de orquídeas Brassavola × Laelia × Sophronitis. Fue publicado en Orchid Rev. 20: 360 (1912).